# Au Bistro du coin
Au Bistro du coin és una pel·lícula francesa dirigida per Charles Nemes i estrenada el 2011.

## Argument
«Au bistro du coin» és una comèdia dirigida per Charles Nemes, que, com el seu nom el diu, es desenvolupa... en un bar, amb tots els que hi tenen costum d'anar. Escrita per Fred Testot i Brigitte Tanguy, revisada per Lionel Dutemple, la pel·lícula fa viure d'aquesta manera una galeria de personatges acolorits a través d'una sèrie de petites històries que es creuen en una única jornada.
L'argument de la història és la mobilització dels habitants del barri per muntar un espectacle a favor de la gent sense llar. Tot el barri desfila pel bistro de la cantonada pels preparatius, amb gran disgust de Manu. Bertrand l'amo de la bugaderia, el policia Vasarelli, Fanny la de les creps, i Jules el músic jove! Però és sobretot l'oportunitat per posar en escena discursos apassionats, altercats i amistats improbables…

## Repartiment
- Fred Testot: Manu
- Guy Lecluyse: Bertrand
- Eddy Mitchell: Victor
- Bruno Solo: Samuel Van Herzel
- Vincent Desagnat: Jérémy
- Frédérique Bel: Fanny
- Vincent Lacoste: Jules
- Arsène Mosca: Bruno
- Ramzy Bedia: Michel Vignaud
- Eric Judor: l'infermer
- Nader Boussandel: Nader
- Anne Girouard: Véronique Van Herzel
- Hélène Seuzaret: Sofia
- Jérôme Commandeur: Jean-Mi
- François Berléand: François
- Arnaud Tsamère: Séverin
- Eric Massot: Germà moliner 1
- Manu Joucla: Germà moliner 2
- Stéphan Wojtowicz: Comissari Vasarelli
- David Salles: Rico
- Bruno Moynot: Bouzigues
- Majid Berhila: Policia 1

## Al voltant de la pel·lícula
La pel·lícula té la particularitat de ser estrenada simultàniament en set llengües: en francès, però també en alsacià, basc, bretó, ch'ti, Cors, crioll i occità.
El productor Sébastien Fechner explica que aquest procediment és gràcies a Fred Testot, un dels autors, d'origen cors: "Aviat, ens vam dir que seria graciós doblar la pel·lícula en cors i, entre una cosa i una altra, ens vam dir " I per què no ho fem en bretó? I en alsacià? I en chti? I en occità? Etc." I al final, aquestes idees que ens semblaven absurdes van animar els nostres interlocutors i ens llancem a la piscina. Resultat: la pel·lícula serà distribuïda simultàniament en sis llengües regionals i en francès, cosa que va provocar que ajornéssim l'estrena per acabar el conjunt d'aquestes versions. "
Però el que sembla senzill sobre el paper, no ho és forçosament a la pràctica. Per començar, el cost de cada versió és de 90.000 €, i trobar tal quantitat per realitzar versions a llengües regionals en aquests temps de crisi no és fàcil. Després, va fer falta crear centres de doblatge a les llengües on aquestes no existien, formar gent, equipar estudis i... refer els crèdits als que es va haver d'agregar 300 noms!